# Rock City Angels
Rock City Angels es una banda de rock/glam metal, formada a principios de los años 80.
Empezaron como una banda punk, llamándose "The Abusers", la cual fue formada por el cantante Bobby Bondage y el bajista Andy Panik, al conocerse en un cine. El reconocido actor Johnny Depp tuvo una breve participación en la agrupación.

## Miembros
| - Bobby Durango - Andy Panik - Dirty Dave Johns - Taggart Reid - John Patrick Mahoney - Matt Cloutier - Billy Blaze - Glenn Stock Miller - Billy Starr - Brad Shaw - Davy Lightning - Steve Knight - Punky Stevens - Greg Sparxx - Jimmy James Wade | - Jack Smack - Jimmy Blitz - Mike Barnett - Johnny Depp - Ringo Jukes - Greg Larsen - Taz Rudd - Len Fagen - Doug Banx - Mike Barnes - Steven Norton - James Cooper - Stuart Casson - Jeff Johnson - Brian Robertson | - Chris Spencer - Jason Blenner - Adam G - Larry Poccia - Mike Dover |

## Discografía
- Young Man's Blues. Geffen Records, 1988.
- Rock City Angels. New Renaissance Records, 2000.
- Young Man's Blues. Gott Discs, 2005.
- Use Once & Destroy. CD Baby, 2008.
- Lost Generation, Geffen Records.
- The Florida Explosion (compilado).
- The Sweet Sound of Rock N Roll (compilado).
- Scream. Geffen (compilado), como The Delta Rebels.
- Hollywood Rocks (compilado).